# Aqua Shute
Aqua Shute is een waterglijbaan in het Nederlandse attractiepark Duinrell.
De in 1990 geopende attractie bestaat uit een achttien meter hoge toren, waarin zich de ingang van twee waterglijbanen bevindt. Per rit neemt per glijbaan één bezoeker plaats in een slee, waarna men de glijbaan afglijdt. Hierbij kan een maximale snelheid van circa 45 km/u gehaald worden.
De waterglijbaan is van het type Aqua Shuttle van de bouwer Van Egdom.
Sinds 2017, 27 jaar na de opening, hoeven bezoekers van de attractie het sleetje waarmee ze naar beneden roetsjen niet meer zelf naar boven te dragen. Tot en met 2016 moesten bezoekers na de rit het sleetje in een goot plaatsen, die het vervolgens naar de toren begeleidde. Deze goot is echter vervangen door een  lift, die de bootjes nu automatisch naar boven in de toren brengt.
Afbeeldingen · Lijst van attracties